# Irmã Dulce

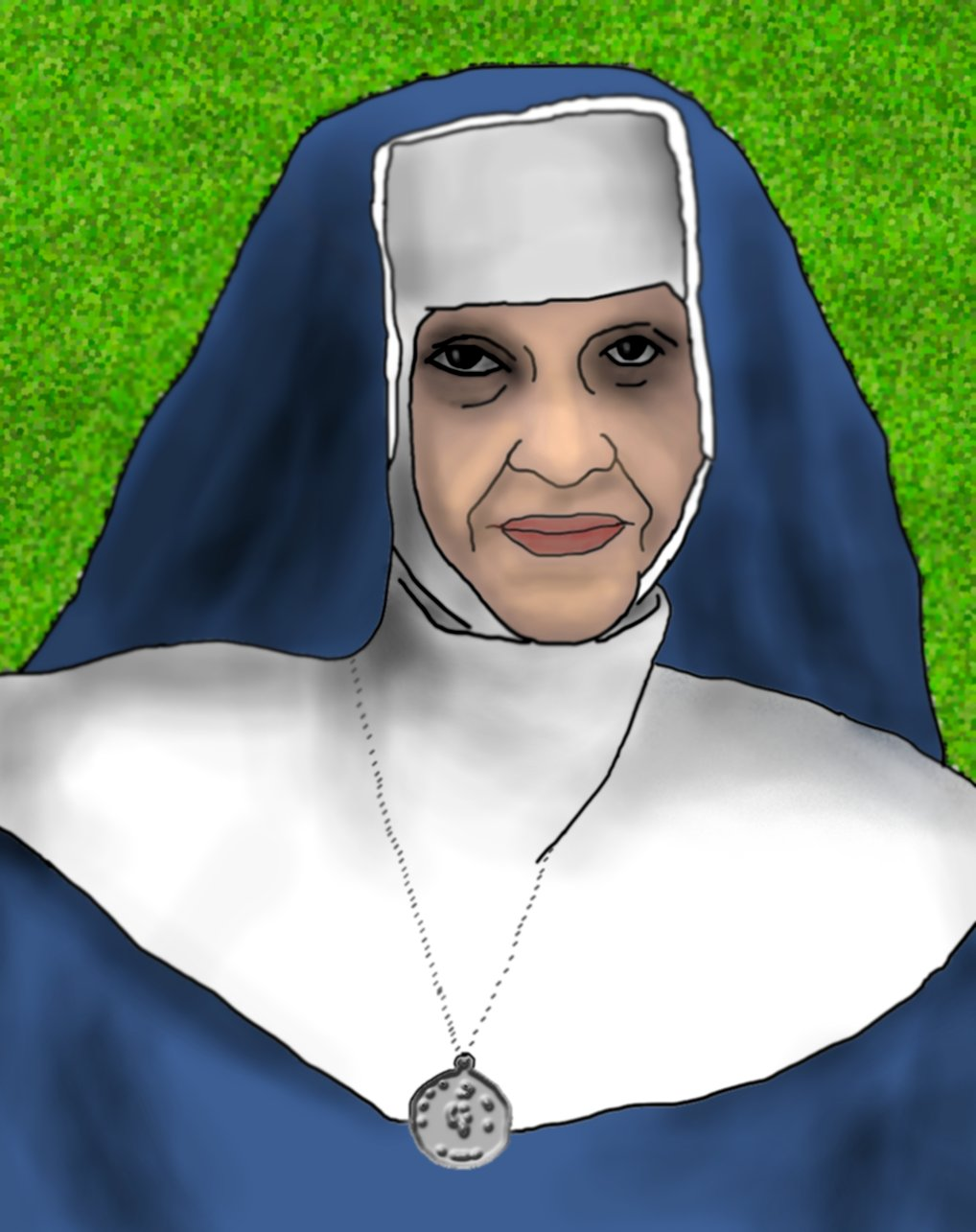
Irmã Dulce (zeitgenössisches Porträt)

Irmã Dulce oder Schwester Dulce (* als Maria Rita de Souza Brito Lopes Pontes am 26. Mai 1914 in Salvador da Bahia; † 13. März 1992 ebenda) war eine brasilianische römisch-katholische Ordensfrau. Sie wurde 2011 seliggesprochen und 2019 heiliggesprochen. In Brasilien ist sie als Santa Dulce dos Pobres (hl. Dulce der Armen) bekannt.

## Leben
Maria Rita de Souza Brito Lopes Pontes wurde als zweites von fünf Kindern des Zahnarztes Augusto Lopes Pontes und seiner Ehefrau Dulce Maria de Souza geboren. Ihre Mutter starb, als sie sechs Jahre alt war.
Mit 18 Jahren trat sie bei den Missionsschwestern von der Unbefleckten Empfängnis der Mutter Gottes in Sergipe ein und erhielt den Ordensnamen Dulce, nach dem Vornamen ihrer verstorbenen Mutter. Am 15. August 1934 legte sie die ewigen Gelübde ab. 1936 gründete sie zusammen mit Arbeitern aus dem Stadtteil Itapagipe von Salvador den Arbeiterbund São Francisco (União Operária São Francisco), aus dem der Arbeiterverein von Bahia (Círculo Operário da Bahia) hervorging.
Irmã Dulce arbeitete zunächst als Lehrerin, sorgte sich aber gleichzeitig um Kranke und Sterbende. Sie brach sogar leerstehende Häuser auf, um für die Obdachlosen eine Unterkunft zu finden. Im Hühnerstall ihres Klosters begann sie 1949 mit der Betreuung von Kranken und eröffnete 1960 das Hospital Santo Antônio mit 150 Betten. Im Jahr 1983 hatte sie es bereits auf 1.000 Betten vergrößert.
Am 26. Mai 1959 gründete sie das Obras Sociais Irmã Dulce (OSID) (dt. Sozialwerke Schwester Dulce), 1964 das Centro Educacional Santo Antônio (CESA) (dt. Erziehungszentrum Santo Antônio) in Simões Filho für Waisenkinder.
1988 wurde sie für den Friedensnobelpreis vorgeschlagen. Papst Johannes Paul II. besuchte sie auf seiner ersten Brasilienreise 1980 und – am Krankenbett – auf seiner dritten Brasilienreise 1991. 1992 starb sie nach einer schweren Lungenkrankheit.

## Selig- und Heiligsprechung
Der Seligsprechungsprozess wurde im Jahr 2000 eingeleitet. Am 22. Mai 2011 wurde sie im Auftrag von Papst Benedikt XVI. vom emeritierten Erzbischof Geraldo Majella Agnelo in Salvador da Bahia seliggesprochen. Im Rahmen des anschließenden Heiligsprechungsprozesses erkannte Papst Franziskus am 13. Mai 2019 ein ihrer Fürsprache zugeschriebenes Wunder an. Die Heiligsprechung nahm Papst Franziskus am 13. Oktober 2019 in Rom vor.

## Film
- A vida interior de Santa Dulce dos Pobres, Dokumentarfilm, Brasilien 2020.